# Albert Brachet
Pour les articles homonymes, voir Brachet.
Albert Auguste Toussaint Brachet (1869-1930) est un médecin belge spécialiste de l'embryologie.
Albert Brachet nait le 1er janvier 1869 à Liège, dans une famille active dans l’industrie de la tannerie et la fabrication de courroies. 
Albert Brachet reçoit sa première formation à l'Université de Liège dans le laboratoire du zoologiste Edouard Van Beneden à partir de 1887. Sur les conseils de Van Beneden, Brachet part étudier la médecine à l'université où il se spécialise en anatomie humaine. Brachet obtient son doctorat en médecine en 1894 puis se spécialise à Breslau auprès de l'embryologiste allemand Gustav Jacob Born, où il entre en contact avec l'embryologie expérimentale, encore balbutiante à l'époque. Il développe une nouvelle conception de l'embryologie, l'embryologie causale, ainsi que de l’œuf mosaïque.
En 1911, il est nommé professeur ordinaire à la Faculté de médecine de l'Université libre de Bruxelles, dont il est doyen de 1911 à 1914. On lui connait d'exceptionnels talents d'expérimentateur et une véritable vocation de pédagogue, on lui reconnaissait une magnifique éloquence : il était appelé le Jaurès de l'anatomie. 
De 1923 à 1926, il est recteur de l'Université libre de Bruxelles.
Il devient membre étranger de la Royal Society en 1928. II est membre de l'Académie royale des Sciences de Belgique, membre étranger de la Société royale de Londres et de l'Académie des Lincei, membre associé de la Société de Biologie, docteur honoris causa de l'Université de Paris.
Il meurt le 27 décembre 1930 à Bruxelles d’un cancer du poumon.
Une avenue porte son nom à Bruxelles.
Il est le père de Jean Brachet (1909-1988), l'éminent embryologiste qui mit en évidence l'existence de l'acide ribonucléique (ARN) dans l'ensemble des cellules tant végétales qu'animales.

## Travaux
Il appelait embryologie causale, l'ensemble des phénomènes qui permettent la croissance et l'organisation de l'embryon et y voyait, dans une perspective évolutionniste, la clé de la compréhension de l'embryologie historique, bien au-delà de la seule embryologie descriptive. Il fut spécialiste en sciences morphologiques et embryologiques.
Plusieurs des notions acquises au cours de travaux d'ordre anatomique et embryologique sont restées classiques, en particulier, celle de la dualité primitive et de l'unité secondaire des ébauches pancréatiques ventrales chez les Mammifères et les Reptiles, et aussi celle de l'identité remarquable qu'offre, dans tous les groupes de Vertébrés, l'ébauche primaire du foie et de la vésicule biliaire.
Albert Dalcq et Jean Jules Pasteels furent élèves d’Albert Brachet.

## Prix Albert Brachet
En 1932, l'Académie Royale de Belgique créa le Prix Albert Brachet, décerné au meilleur travail original en embryologie, de préférence en embryologie causale. 